# Massaker von Ponce

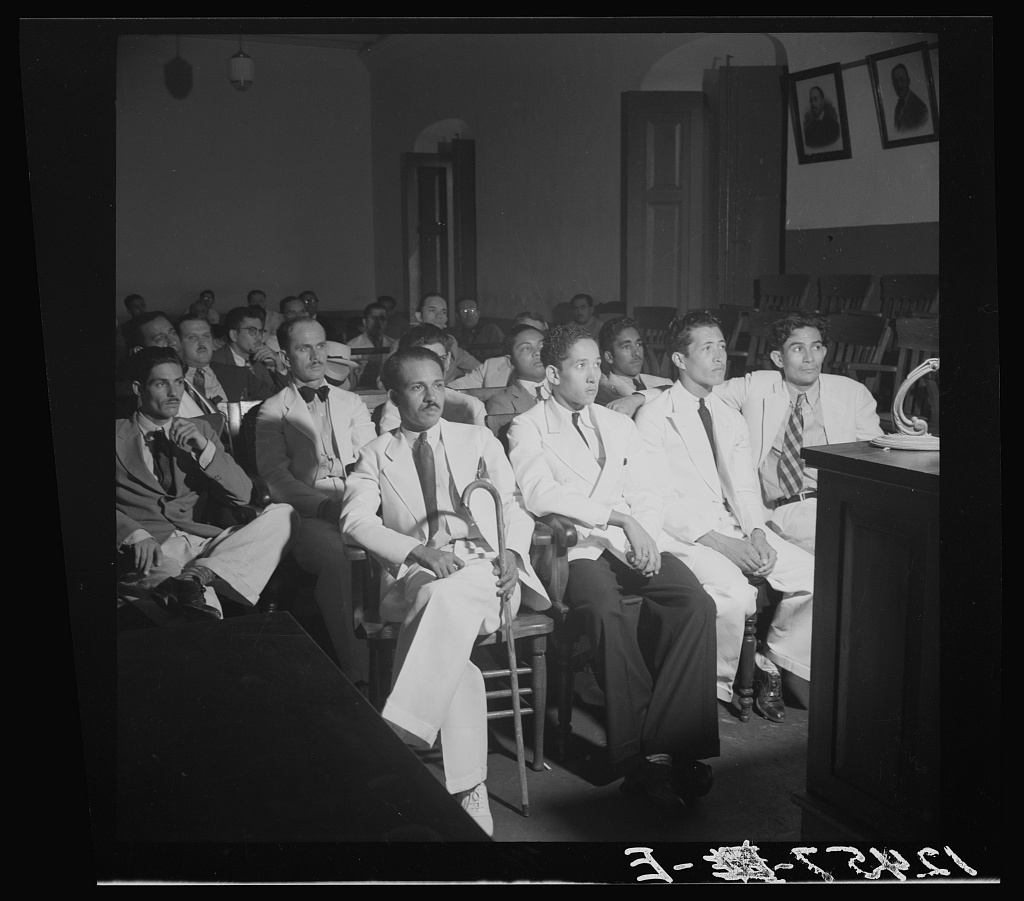
Die Angeklagten während des Prozesses

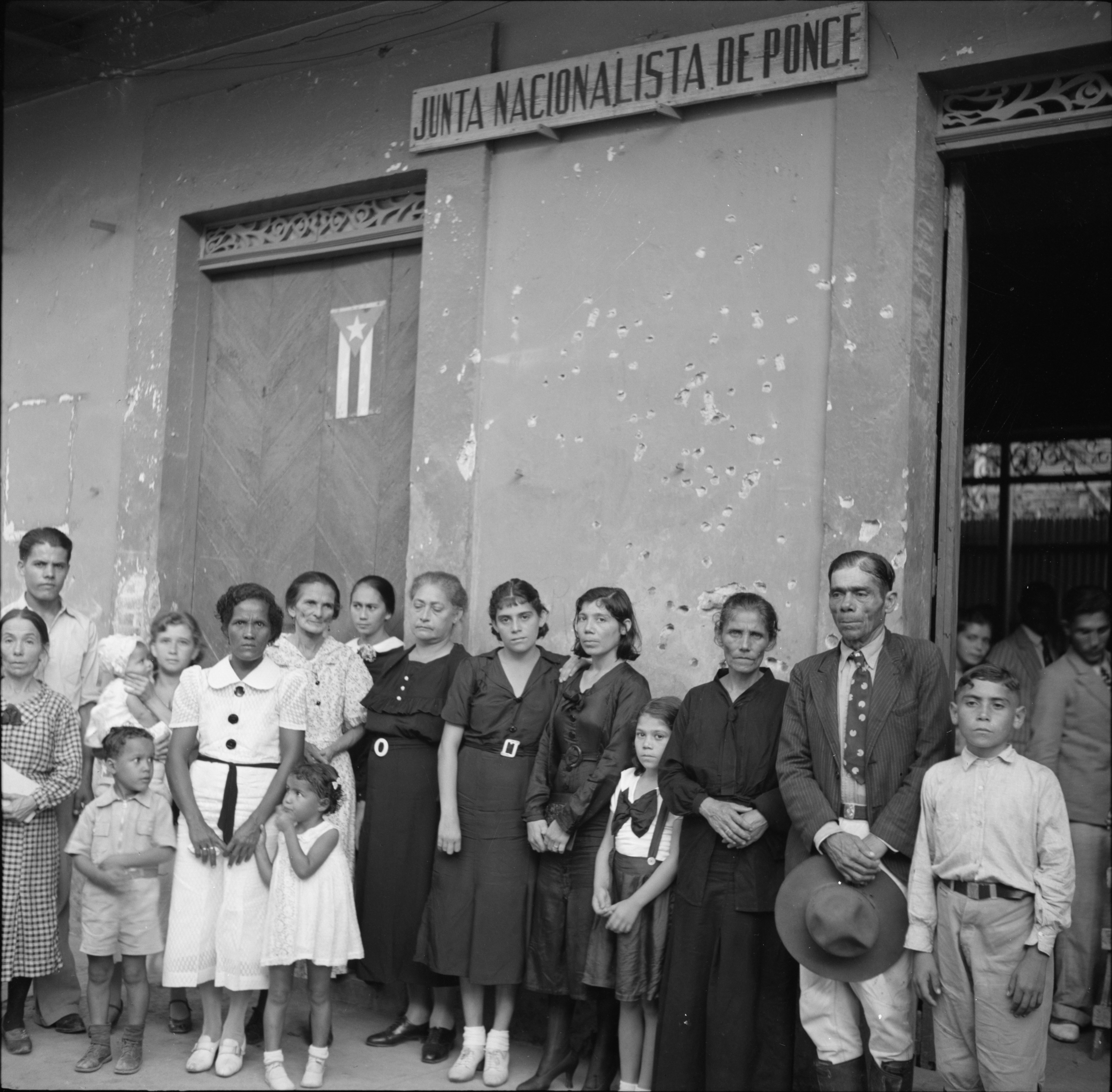
Angehörige der getöteten vor einer mit Einschusslöchern übersäten Wand

Das Massaker von Ponce ist eines der dunkelsten und blutigsten Ereignisse in der Geschichte Puerto Ricos. Am 21. März 1937 organisierte sich die Puerto-ricanische Nationalistische Partei im Süden von Ponce, um für die Freilassung des eingesperrten Nationalisten Pedro Albizu Campos und für die Unabhängigkeit Puerto Ricos von den Vereinigten Staaten zu demonstrieren.

## Chronologie der Ereignisse
Tage vor dem Protest hatte die Nationalistische Partei eine Erlaubnis für die Demonstration erhalten. Der Gouverneur von Puerto Rico, General Blanton Winship, wollte die Erlaubnis zurückziehen. Winships Aufgabe im  Dienste der US-Regierung war es, die Unabhängigkeitsbewegung zu unterdrücken, die seit den Wahlen von 1932 und einigen gewaltsamen Ausschreitungen in Schwung gekommen war. Aus unerklärlichen Gründen kreiste die Polizei die Demonstranten ein und eröffnete das Feuer. 21 Puerto-Ricaner starben und 200 wurden verletzt. Einer der sterbenden Demonstranten schrieb mit seinem Blut die Nachricht: „Viva la República. Abajo los asesinos“ auf eine Wand.
Eine Grand Jury konnte Winship keine Schuld nachweisen. Die Anwälte waren jedoch vom Gouverneur ernannte, was ihr Urteil möglicherweise zu seinen Gunsten beeinflusste.